# Руйиги (провинция)
Руйиги е една от 18-те провинции на Бурунди. Обхваща територия от 2 338,88 km2. Столица е едноименният град Руйиги.

## Общини
Провинция Руйиги включва седем общини:
- община Бутаганзва
- община Бутези
- община Бверу
- община Гисуру
- община Кинйиня
- община Нябитсинда

- община Руйиги